# نظرية ألفر-بيتا-جاموف
نظرية ألفر-بيتا-جاموف  هي نظرية في علم الفلك تحمل اسم ثلاثة من علماء الفيزياء ، ويتعلق موضوعها ببحث الدكتوراة الذي كان  ألفر  يقوم به تحت إشراف البروفيسور جاموف وهو أنه يمكن حساب نسب تخليق الهيدروجين والديوتيريوم والهيليوم خلال الانفجار العظيم .
ورغم أن الأطروحة الأساسية لتلك النظرية لم تأخذ في اعتبارها بعض التفاصيل الضرورية لدراسة تكوين تلك العناصر ، إلا أن التطور العلمي اللاحق بين أن التخليق النووي الذي حدث أثناء الانفجار العظيم يتفق تماما مع المشاهدة ونسب تلك العناصر الخفيفة التي تكونت مع بداية الكون.

## اسم بيتا
قرر جامو بشكل مضحك إضافة اسم صديقه -الفيزيائي البارز هانز بيته- إلى هذا البحث، لتصبح قائمة المؤلفين، ألفير وبيته وجامو شبيهةً بلفظ الحروف اليونانية α وβ وγ (ألفا وبيتا وجاما). أُدرج اسم بيته في المقال على الشكل التالي: «إتش. بيته، جامعة كورنيل، إيثاكا، نيويورك». في كتابه المنشور عام 1952، والمُسمى نشأة الكون، شرح جامو علاقة هانز بيته بالنظرية على النحو التالي:
أُعلن عن نتائج هذه الحسابات لأول مرة في مجلة ذا فيزيكال ريفيو في 1 أبريل 1948.  وُقع البحث من قبل العلماء الثلاث ألفير وبيته وجامو، وغالبًا ما يشار إليه باسم «المقال الأبجدي». بدا من غير المنصف للأبجدية اليونانية أن يكون المقال موقّعًا من قبل ألفير وجامو فقط، وبالتالي أُدرج اسم الدكتور إتش. هانز بيته (كمؤلفٍ غائب) في أثناء إعداد المخطوطة للطباعة. لم يعترض الدكتور بيته، بعد أن حصل على نسخة المخطوطة، وفي الواقع، كان مفيدًا جدًا في المناقشات اللاحقة حول النظرية. مع ذلك، كانت هناك شائعة أنه في وقت لاحق، عندما توقف العمل على نظرية ألفا بيتا غاما مؤقتًا، فكر الدكتور بيته بجدية بتغيير اسمه إلى زكرياس. يظهر الشكل الدقيق للمنحنى المحسوب والوفرة المرصودة في الشكل 15، والذي يمثل نتائج حسابات لاحقة أُجريت باستخدام حاسوب في المكتب الوطني للمعايير من قِبل رالف ألفر وآر. سي. هيرمان (الذي رفض بعناد تغيير اسمه إلى ديلتر).
بعد ذلك، عمل بيته على نظرية تخليق الانفجار العظيم النووي.
استاء ألفير، الذي كان في ذلك الوقت مجرد طالب دراسات عليا، بشكل عام من إدراج اسم بيته في البحث. رأى أن إدراج اسم فيزيائي بارز آخر سيزيح الأضواء عن مساهمته الشخصية في هذا العمل وسيمنعه من كسب تقدير مناسب لمثل هذا الاكتشاف المهم. أعرب عن استيائه عن حركة جامو الطريفة بعد فترة طويلة عام 1999.

## العيب الرئيسي في النظرية
اقترحت النظرية في الأصل أن جميع الأنوية الذرية تنتج من خلال الالتقاط المتتالي للنيوترونات، وحدة كتلة ذرية في كل مرة. مع ذلك، عارضت دراسة لاحقة شمول نظرية الالتقاط المتتالي. لم يُعثر على عنصر يمتلك نظيراً مستقراً ذي كتلة ذرية تساوي خمسة أو ثمانية. سرعان ما لاحظ الفيزيائيون أن هذه الفجوات الكتلية ستعيق إنتاج عناصر أثقل من الهليوم. بشكل مشابه لاستحالة صعود الدرج خطوةً خطوة إذا كانت إحدى العتبات مفقودة، عنى هذا الاكتشاف أن نظرية الالتقاط المتتالي لا يمكن أن تفسر تكوّن العناصر الأثقل.
اكتُشف في نهاية المطاف أن معظم العناصر الثقيلة المرصودة في الكون الحالي هي نتيجة تفاعلات الانصهار النجمي في النجوم، وهي نظرية كان آرثر ستانلي إدينجتون أول من اقترحها، وأكدها هانز بيته، وطورها فريد هويل وعلماء آخرون.
مع ذلك، لا تفسر نظرية ألفير بيته جامو بشكل صحيح الوفرة النسبية لنظائر الهيدروجين والهيليوم. إذ تشكل مجتمعةً أكثر من 99% من الكتلة الباريونية للكون. اليوم، استُبدلت تلك النظرية بنظرية تفاعلات الانصهار النجمي على نطاق واسع على مرحلتين: تكوين الهيدروجين والهيليوم وفقًا لنظرية ألفير بيته جامو، وتفاعلات الانصهار النجمي للعناصر الأثقل وفقًا لنظريات بيته وهويل اللاحقة.